# 斯雷桑托时期
斯雷桑托时期是柬埔寨历史上黑暗时代中的一个时期，在洛韦时期之后、乌栋时期之前。在这个时期，柬埔寨以斯雷桑托为首都，故而得名。
1594年，洛韦被暹罗军队攻陷后，国王萨塔一世逃亡澜沧，柬埔寨陷入混乱之中。各地领主趁机割据，僭越称王。他们驱逐了暹罗人，并向西方殖民者、马来人穆斯林等外国势力寻求帮助。西班牙殖民者也出兵柬埔寨，试图将柬埔寨变成一个基督教国家，但没有成功。1597年，巴隆列谢二世在西方传教士的劝说下决定接受西班牙的保护，但旋即这些西班牙殖民者就在柬埔寨同马来族、占族的穆斯林发生了冲突。1599年的大屠杀宣告了西班牙保护的终结。斯雷·索利约博于1603年夺取王位后，柬埔寨成为暹罗的附庸国。
1603年，斯雷·索利约博迁都到金边附近的勒维恩。1620年，吉·哲塔二世迁都到乌栋，标志着乌栋时期的开始。